# 五十円硬貨
五十円硬貨（ごじゅうえんこうか）とは、日本国政府発行の貨幣。額面50円の硬貨である。五十円玉（ごじゅうえんだま）、五十円貨、五十円貨幣とも呼ばれる。1955年（昭和30年）から1966年（昭和41年）にかけて発行されたニッケル貨2種と、1967年（昭和42年）以降に発行されている白銅貨があり、いずれも法定通貨として有効である。

## 概要
1938年（昭和13年）に制定された臨時通貨法に、1955年（昭和30年）6月20日の改正で五十圓の貨種を追加し、同年9月1日より五十円ニッケル貨（無孔）が発行された。1957年（昭和32年）より発行された百円銀貨（鳳凰）と紛らわしいことから、デザインを変えて1959年（昭和34年）より五十円ニッケル貨（有孔）が発行された。ニッケル貨が自動販売機で故障を起こす可能性があり、また百円硬貨を銀貨から白銅貨に変更するのに合わせて50円硬貨も素材とデザイン・サイズを変更し、1967（昭和42年）より、五十円白銅貨が発行された。
いずれも臨時通貨法の下で臨時補助貨幣として発行され、1988年（昭和63年）4月の「通貨の単位及び貨幣の発行等に関する法律」施行後は「貨幣」と見なされる。五十円白銅貨は1988年（昭和63年）4月以降は「貨幣」として造幣・発行されている。
これまで発行された五十円硬貨は全て法定通貨として有効である。ただし、ニッケル貨2種については、市中の取引では、見慣れぬ硬貨で真贋が判別できないとして受け取りを拒否されることがあり、また自動販売機やATM等で使用できない。日本銀行の窓口で鑑定の上無償で現行の白銅貨への交換ができる。市中の銀行の窓口に持ち込むと口座への預入れや現行の白銅貨への交換ができるが、場合によっては日本銀行へ鑑定に回され日数を要し、また銀行によっては手数料が要求されることがある。
通貨の単位及び貨幣の発行等に関する法律第七条に基づき、一度の取引において強制通用力を有するのは20枚（1,000円）までである。21枚以上の使用については受け取り側は拒否することができ、その場合には支払い側が受け取るように強いることは出来ないが、双方の合意の上で使用するには差し支えない。

## 五十円ニッケル貨
1955年（昭和30年）から1958年（昭和33年）にかけて発行された無孔の五十円ニッケル貨、および1959年（昭和34年）から1966年（昭和41年）にかけて製造発行された有孔の五十円ニッケル貨の2種類が存在する。
仕様の変遷は下記の通り。素材（純ニッケル）、直径（25.0 mm）は2種類とも同じである。純ニッケルは常温で強磁性を持つ素材であるため、ニッケル貨は磁石に付く特性を持つ。
既に回収が進み、一般にはほとんど流通していない。
古銭的価値としては五十円ニッケル貨（有孔）の昭和35年銘には希少価値が評価され取引されているものの、それ以外については現存数が非常に多く、かつ地金価値が額面を大幅に下回るため、古銭商が買取することはほぼない（ただしエラー等の場合はこの限りではない）。
| 名称                     | 発行開始日                | 製造終了年         | 量目  | 孔径   | 図柄                                          | 周囲     |
| ------------------------ | ------------------------- | ------------------ | ----- | ------ | --------------------------------------------- | -------- |
| 五十円ニッケル貨（無孔） | 1955年（昭和30年）9月1日  | 1958年（昭和33年） | 5.5 g | 穴なし | 表面：菊花（横から見たもの） 裏面：分銅       | ギザあり |
| 五十円ニッケル貨（有孔） | 1959年（昭和34年）2月16日 | 1966年（昭和41年） | 5.0 g | 6 mm   | 表面：菊花（真上から見たもの） 裏面：文字のみ | 平滑     |

### 五十円ニッケル貨（無孔）
五十円硬貨は、50円の法定通貨としては五十円紙幣の後継として五十円ニッケル貨（無孔）が1955年（昭和30年）9月1日に発行されたのが始まりである。発行前年の1954年（昭和29年）に一円硬貨と同じくデザインが一般公募され、40日間の公募期間に3041点の応募があり、表面は林由男（東京）、裏面は山野内孝夫（東京）のデザインが採用された。表面には1輪の菊の花（大菊）を横から見た図柄および上辺に「日本国」と下辺に漢数字で「五十円」の文字が、裏面には分銅型の中央にアラビア数字の「50」と、上辺に元号、下辺に製造年次が配置されている。この硬貨は発行当初日本最高額面の硬貨であった。

### 五十円ニッケル貨（有孔）
1955年（昭和30年）から発行されていた五十円ニッケル貨（無孔）は当時の百円銀貨（鳳凰百円銀貨）とよく似ていて紛らわしいという問題点があった。共に銀白色でギザがあり、サイズも近かったためである。この問題点を解決すべく検討された結果、50円ニッケル貨はギザを除くとともに穴あきのデザインに変更されることになった。そのデザインは再び公募され、表面は小泉二三男（東京）、裏面が大熊喜英（東京）のものが採用された。こうして1959年（昭和34年）1月5日に様式制定された五十円ニッケル貨（有孔）が同年2月16日から発行された。図柄の題材は従前と同じく菊であるが異なるデザインであり、表面には1輪の菊の花（大菊）を真上から見た図柄および「日本国」と「五十円」の文字が、裏面には上部に「50」、下部に製造年がそれぞれデザインされている。

## 五十円白銅貨

### 概要
1967年（昭和42年）2月1日に発行開始し、2024年（令和6年）現在も製造発行されている五十円硬貨である。表面には「日本国」と漢数字で「五十円」及び3輪の菊花（一重菊）の図案が、裏面にはアラビア数字で「50」と製造年がデザインされており、中央に穴が空いている。側面にはギザギザが付いており、そのギザ数は120本である。なお、この「表」と「裏」は造幣局での便宜的な呼称であり、明治時代の硬貨とは違って法律上表・裏の規定はない。日本の明治時代以降の硬貨の中で、ギザと穴を同時に有するものはこれが唯一である。
同日に発行開始した百円白銅貨と同じく白銅製（銅75%、ニッケル25%の組成）であるほか、裏面の額面金額のアラビア数字の書体も類似したものとなっている。また記念硬貨を除く日本の硬貨（かつて発行されたものも含む）において、製造年の刻印が「昭和42年」のようにアラビア数字表記であるのは五十円白銅貨と百円白銅貨の2種の硬貨のみである。
十円硬貨や百円硬貨、五百円硬貨と比べると発行枚数は少ないものの、これら3種類と同様に自動販売機などで広く使われている硬貨である。
造幣局で製造されてから日本銀行に納入される際や、日本銀行での整理の際に用いられる麻袋については、五十円硬貨は1袋に4000枚（金額20万円、正味重量16kg）詰められ、封緘の色は赤色となっている。

### 歴史
ニッケル貨2種と白銅貨を通じてデザインは大きく異なるものの全ての五十円硬貨で一貫して菊花が題材として採用されている。
1967年（昭和42年）から五十円硬貨が大型のニッケル貨から小型の白銅貨に切り替えられたのは、銀地金の不足などにより百円硬貨を銀貨から白銅貨に切り替えるのと同時に素材・サイズ面から貨幣系列を整えるためと、ニッケル貨の場合は自動販売機で故障を引き起こす可能性が出てきたという理由もある。
この硬貨が百円白銅貨と共に発行されたことにより、日本の白銅貨は大正時代に発行された十銭白銅貨・小型五銭白銅貨以来の復活となった。
1987年（昭和62年）の昭和62年銘のものは通常発行がなく、造幣局が販売した貨幣セット（ミントセット）に含まれているのみであり、発行枚数は77万5000枚である。収集家の間では昭和62年ミントセットとして5000円程度で取引されている。昭和64年銘は製造されていない。
年銘別貨幣製造枚数（造幣局資料）によると、2010年（平成22年）の平成22年銘は昭和62年銘と同様にミントセット用51万枚のみの製造に留まっている。翌2011年（平成23年）もミントセット用の45万6千枚のみの製造にとどまり、一般流通用については2013年（平成25年）まで4年連続で製造されなかった。ちなみに、2011年（平成23年）から2013年（平成25年）にかけては一円硬貨・五円硬貨も五十円硬貨と同様、ミントセット分のみの製造となっている。2014年（平成26年）以降は自販機などでの需要が高まったため本格的な大量生産が再開され、それ以降しばらくの間は年間数千万枚といったペースで製造されていた。ただし、2019年（平成31年/令和元年）は平成から令和への元号の変わり目の年であり、平成31年銘の五十円硬貨の発行枚数は111万8千枚で、ミントセット用のみの製造となった例以外では、日本の現行硬貨として最少枚数の記録となった。2022年（令和4年）には2013年（平成25年）以来9年ぶりにミントセット用のみの製造となった。

## 未発行貨幣・試鋳貨幣等
- 五十円洋銀貨（品位：ニッケル・銅・亜鉛から成るが比率不明、直径：21mm） - 1950年（昭和25年）に発行されるはずだったが、同年に起こった朝鮮戦争により、ニッケル価格が高騰したため、試作段階に終わり、十円洋銀貨と同じく未発行硬貨となった。またその五十円洋銀貨は十円洋銀貨と異なり、法令による制定はされていない。表面は額面と桐図、裏面は鳳凰図と「日本國」と年号となっている。
- 五十円銀貨 - 表の図柄は平等院鳳凰堂、裏の図柄は常盤木。これも1950年（昭和25年）に発行される予定だったが、試作のみに終わり、デザインは十円青銅貨に流用された。

## 変遷
- 1955年（昭和30年）6月20日：臨時通貨法を改正し50円の貨種を追加する。
- 1955年（昭和30年）6月20日：五十円ニッケル貨（無孔）の様式を制定[注 5][5]。
- 1955年（昭和30年）9月1日：五十円ニッケル貨（無孔）発行開始[2]。図柄は横から見た菊花1輪。穴なし、ギザ付き。直径25mm。
- 1958年（昭和33年）：五十円ニッケル貨（無孔）製造終了。
- 1959年（昭和34年）1月5日：五十円ニッケル貨（有孔）の様式を制定[注 6][5]。
- 1959年（昭和34年）2月16日：五十円ニッケル貨（有孔）発行開始[3]。図柄は真上から見た菊花1輪。穴あり、ギザなし。百円銀貨との混同防止のため穴あきに変更。直径は変わらず25mm。
- 1966年（昭和41年）：五十円ニッケル貨（有孔）製造終了。
- 1966年（昭和41年）9月30日：五十円白銅貨の様式を制定[注 7][5]。
- 1967年（昭和42年）2月1日：五十円白銅貨発行開始[7]。図柄は菊花3輪。穴あり、ギザ付き。大きさが縮小され直径21mm。
- 1988年（昭和63年）4月1日：通貨の単位及び貨幣の発行等に関する法律の施行により、従前は臨時補助貨幣として発行されていた2種類の五十円ニッケル貨および1種類の五十円白銅貨は「貨幣とみなす臨時補助貨幣」として引き続き通用力を有することとなった。

なお、1958年（昭和33年）10月1日までは五十円紙幣が並行して発行されていた。

## 発行枚数推移
「独立行政法人造幣局 貨幣に関するデータ 年銘別貨幣製造枚数」より